# 서울 호암산성
서울 호암산성(서울 虎巖山城)은 대한민국 서울특별시 금천구 시흥동에 있는 산성이다. 1991년 2월 26일 대한민국의 사적 제343호 한우물 및 주변산성지로 지정되었다가 2011년 7월 28일 서울 호암산성으로 명칭이 변경되었다.
호암산성은 산 정상에 있는 우물이 유명하다. 

## 현지 안내문
호암산성은 산마루를 둘러 쌓은 통일신라시대의 테뫼식 산성으로 둘레는 1,250m이며, 그 중 약 300m 구간에 성의 흔적이 남아있다.
한우물은 '큰 우물' 또는 '하늘 못(天井)'이라는 뜻으로 호암산성 안에 있는 2기의 연못 중 하나이다.  발굴조사에서 연못 2개 ·건물지 4개가 확인되었고 많은 유물들이 출토되었다.  조선시대의 한우물은 동서 22m, 남북 12m, 깊이 1.2m이고 그 아래의 신라시대 석출지도 확인되었다.  다른 우물지에서는 ‘잉벌내력지내미(仍伐內力只內未)’라는 글이 있는 청동숟가락이 나왔다.
우물지 근처에서 개 모양의 동물상(석수상)이 발견되었는데, 이것은 조선시대 서울에 화재가 생기는 것을 막기 위해 세웠다는 설화와 관련 있는 것으로 보인다. 한우물 근처에서 석구지(石拘池)라고 새겨진 돌이 발견되었는데, 아마도 이 연못이 석수상과 관련되어 석구지라고 불려진 것이라고 보여진다.
※(한우물및주변산성지 → 서울 호암산성)으로 명칭변경 (2011.07.28 고시)

## 한우물
한우물(天井)은 호암산 정상에 있는 길이 22m, 폭12m의 작은 연못 규모의 우물로 네 주변을 화강암으로 쌓았으며, 산 정상에 있으면서도 늘 물의 양이 변함없고, 항상 맑은 상태로 고여있어 신비로움을 더해 주고 있다.
한우물은 용보라는 별칭을 가지고 있으며, 가뭄 때에는 기우제를 지내고 전시에는 군용에 대비하였다 한다. 이 연못 모양의 우물이 만들어진 정확한 시기는 알 수 없으나 보수를 위한 발굴당시 확인된 바로는 삼국시대에 만들어진 연못이 현재의 연못 밑에 묻혀 있었으며, 그 위에 어긋나게 축석한 연못이 다시 조선 초기에 만들어졌음이 밝혀졌다.
한우물의 조선시대 석축지는 동서 22m, 남북 12m, 깊이 1.2m의 장방형이고, 그 아래에서 동서 17.8m, 남북 13.6m, 깊이 2.5m의 통일신라시대의 석축지가 확인되었다. 우물은 지표 밑 30cm까지는 백자편을 비롯한 조선시대 유물이 출토되고, 그 아래에는 유물이 거의 없는 굵은 모래층이 있고, 이 모래층 아래에서 교란되지 않은 뻘층이 계속되고 여기에서 통일신라시대의 유물들이 출토되었다. 발굴된 유물의 중심연대는 7∼8세기로 추정되고 있다. 우물의 석축구조는 남동 모서리의 경우 모두 13단으로 쌓여져 있고, 석축의 제일 아랫단은 약 20cm가량 앞으로 내어 쌓고, 위로 가면서 들여 쌓는 방법을 취하고 있는데, 이러한 축조방법은 안압지의 축조수법과 동일한 것이다. 또한 한우물에서 남쪽으로 약 300m로 떨어진 곳에서도 남북 18.5m, 동서 10m, 깊이 2m로 석축된 제 2우물지가 확인되었다.

## 참고 문헌
- 본 문서에는 서울특별시에서 지식공유 프로젝트를 통해 퍼블릭 도메인으로 공개한 저작물을 기초로 작성된 내용이 포함되어 있습니다.
- 이 문서에는 다음커뮤니케이션(현 카카오)에서 GFDL 또는 CC-SA 라이선스로 배포한 글로벌 세계대백과사전의 내용을 기초로 작성된 글이 포함되어 있습니다.

## 참고 자료
- 서울 호암산성 - 국가유산청 국가유산포털